# Robert Wiśniewski
Robert Krzysztof Wiśniewski (ur. 23 marca 1968 w Warszawie) – polski historyk, badacz dziejów Kościoła w starożytności. 

## Życiorys
Absolwent historii Uniwersytetu Warszawskiego (1994). Doktorat w 2002 pod kierunkiem Ewy Wipszyckiej (Szatan i jego słudzy. Rola diabła i demonów w łacińskiej literaturze hagiograficznej IV–V w.). Habilitacja w 2013 (Wróżbiarstwo chrześcijańskie w późnym antyku czyli Jak poznać przyszłość i nie utracić zbawienia) tamże. Pracownik Zakładu Historii Starożytnej Wydziału Historii Uniwersytetu Warszawskiego jako asystent (1996) i adiunkt (2002). Redaktor czasopisma "U Schyłku Starożytności. Studia źródłoznawcze". 
Od 2013 był kierownikiem projektu "Prezbiterzy na późnoantycznym Zachodzie". Aktualnie kieruje Centrum Badań nad Cywilizacjami Starożytnymi (CRAC).

## Wybrane publikacje
- (przekład) Serge Lancel, Hannibal, przeł. Robert Wiśniewski, Warszawa: Państwowy Instytut Wydawniczy 2001.
- (przekład) Anthony R. Birley, Hadrian. Cesarz niestrudzony, przeł. Robert Wiśniewski, Warszawa: Państwowy Instytut Wydawniczy 2002.
- Szatan i jego słudzy. Rola diabła i demonów w łacińskiej literaturze hagiograficznej IV–V w., Kraków: "Universitas" 2003. Chrześcijaństwo u schyłku starożytności, t. 4.
- (przekład)  J. N. D. Kelly, Hieronim: życie, pisma, spory, przeł. Robert Wiśniewski, Warszawa: Państwowy Instytut Wydawniczy 2003.
- (przekład) Wiktor Stoczkowski, Ludzie, bogowie i przybysze z kosmosu, przeł. Robert Wiśniewski, Warszawa: Państwowy Instytut Wydawniczy 2005.
- (redakcja) Chrześcijaństwo u schyłku starożytności : studia źródłoznawcze, t. 6, pod red. nauk. Pawła Janiszewskiego, Ewy Wipszyckiej, Roberta Wiśniewskiego, Warszawa: Wydawnictwa Uniwersytetu Warszawskiego 2007.
- (redakcja) Historia mnichów w Egipcie, przeł. Ewa Dąbrowska, red. nauk. i wstęp Ewa Wipszycka, Robert Wiśniewski, Kraków: Tyniec Wydawnictwo Benedyktynów 2007.
- (redakcja) Chrześcijaństwo u schyłku starożytności : studia źródłoznawcze, t. 7, pod red. nauk. Pawła Janiszewskiego, Ewy Wipszyckiej, Roberta Wiśniewskiego, Warszawa: Wydawnictwa Uniwersytetu Warszawskiego 2008.
- (redakcja) Początki kultu relikwii na Zachodzie, red. nauk. Robert Wiśniewski, Warszawa: Wydawnictwa Uniwersytetu Warszawskiego 2011.
- Wróżbiarstwo chrześcijańskie w późnym antyku czyli Jak poznać przyszłość i nie utracić zbawienia, Warszawa: Wydawnictwo Naukowe Sub Lupa 2013.
- The Beginnings of the Cult of Relics, Oxford: Oxford University Press, 2019.
- (redakcja) Culte des saints et littérature hagiographique. Accords et désaccords, red. Vincent Déroche, Bryan Ward-Perkins i Robert Wiśniewski, Leuven: Peeters, 2020.
- Christian Divination in Late Antiquity, Amsterdam: Amsterdam University Press 2020.